# Territoriale prelatuur Itaituba
De territoriale prelatuur Itaituba (Latijn: Praelatura Territorialis Itaitubaënsis) is een rooms-katholieke territoriale prelatuur met als zetel Itaituba, in Brazilië. De territoriale prelatuur is suffragaan aan het aartsbisdom Santarém. 

## Geschiedenis
De territoriale prelatuur werd op 6 juli 1988 opgericht, uit delen van het bisdom Santarém, en was suffragaan aan het aartsbisdom Belém do Pará. Op 6 november 2019 veranderde het van kerkprovincie en werd suffragaan aan het nieuw verheven aartsbisdom Santarém. 

## Parochies
De territoriale prelatuur had in 2021 een oppervlakte van 177.743 km2 en telde 260.540 inwoners waarvan 71,3% rooms-katholiek was.

## Bisschoppen
- Capistrano Francisco Heim (6 juli 1988 - 8 december 2010)
- Wilmar Santin (8 december 2010 - heden)

Santarém (aartsbisdom) · Alto Xingu-Tucumã (territoriale prelatuur) · Itaituba (territoriale prelatuur) · Óbidos · Xingu-Altamira